# ملعب بيار كلافير ديفونغاي
ملعب بيار كلافير ديفونغاي هو ملعب كرة قدم يقع في مدينة بورت جنتيل الغابونية . يسع الملعب لجلوس 7 آلاف متفرج . يعتبر الملعب الرسمي الذي يخوض فيه نادي ستاد ماندجي مبارياته .